# WTA Boston

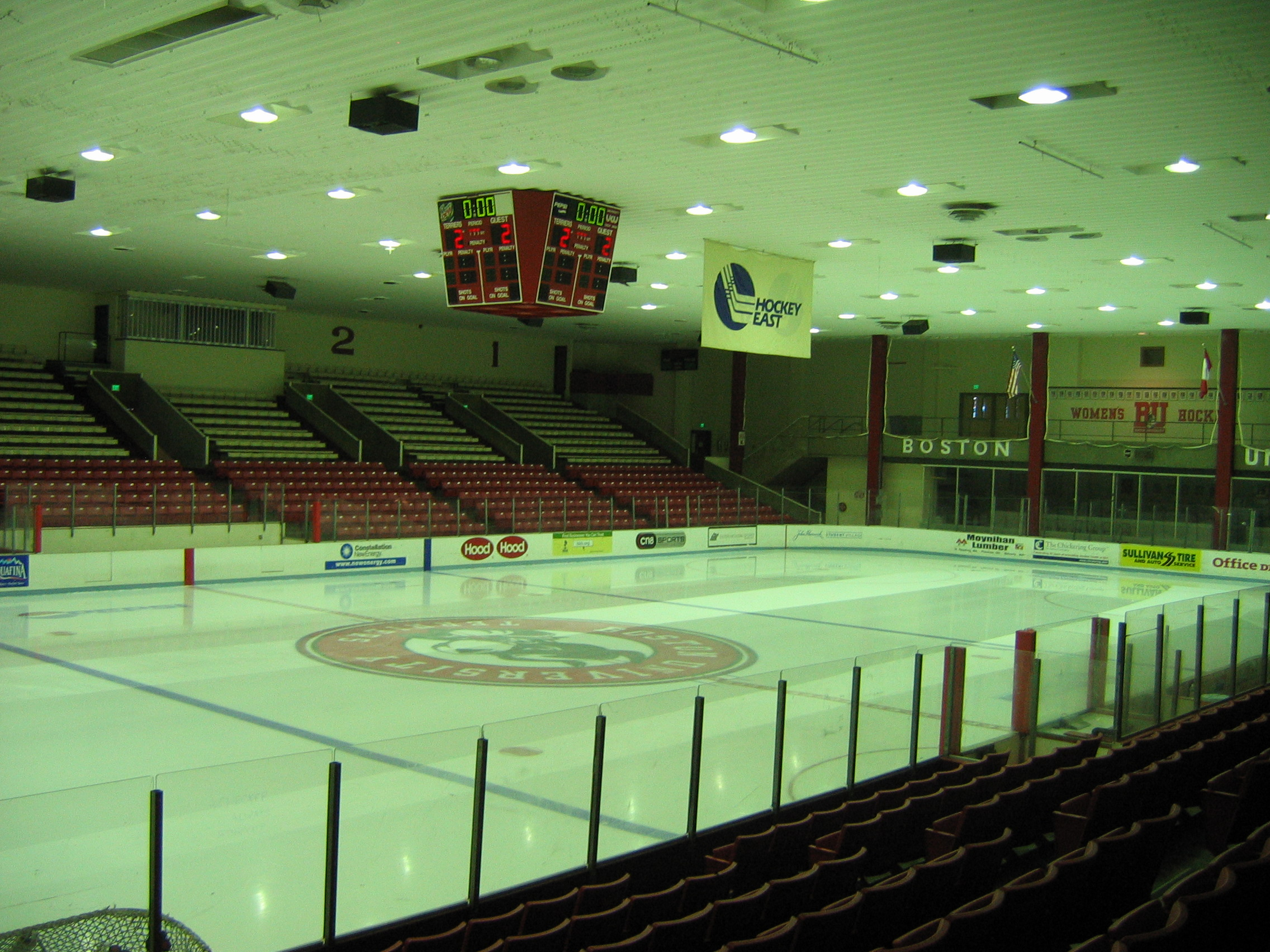
Walter Brown Arena

Das WTA Boston (offiziell: Boston Cup) war ein Damen-Tennisturnier der WTA Tour, das in der US-amerikanischen Stadt Boston auf Hartplatz ausgetragen wurde.
1971 wurde es in Winchester ausgetragen.
Bis 1984 wurde es in der Walter Brown Arena ausgetragen.

## Siegerliste

### Einzel
| Jahr                    | Siegerin          | Finalgegnerin    | Ergebnis       |
| ----------------------- | ----------------- | ---------------- | -------------- |
| 1971                    | Billie Jean King  | Rosie Casals     | 4:6, 6:2, 6:3  |
| 1973                    | Margaret Court    | Billie Jean King | 6:2, 6:4       |
| 1976                    | Evonne Cawley     | Virginia Wade    | 6:2, 6:0       |
| 1978                    | Evonne Cawlay     | Chris Evert      | 4:6, 6:1, 6:4  |
| 1979                    | Dianne Fromholtz  | Sue Barker       | 6:2, 7:6       |
| 1980                    | Tracy Austin      | Virginia Wade    | 6:2, 6:1       |
| 1981                    | Chris Evert-Lloyd | Mima Jaušovec    | 6:4, 6:4       |
| 1982                    | Kathy Jordan      | Wendy Turnbull   | 7:5, 1:6, 6:4  |
| 1983                    | Wendy Turnbull    | Sylvia Hanika    | 6:4, 3:6, 6:4  |
| 1984                    | Hana Mandlíková   | Helena Suková    | 7:5, 6:0       |
| ↓ Kategorie: Tier III ↓ |                   |                  |                |
| 1998                    | Mariaan de Swardt | Barbara Schett   | 3:6, 7:64, 7:5 |

### Doppel
| Jahr                    | Siegerinnen                          | Finalgegnerinnen                     | Ergebnis      |
| ----------------------- | ------------------------------------ | ------------------------------------ | ------------- |
| 1971                    | Rosie Casals Billie Jean King        | Françoise Dürr Ann Jones             | 6:4, 7:5      |
| 1973                    | Rosie Casals Billie Jean King        | Françoise Dürr Betty Stöve           | 6:4, 6:2      |
| 1976                    | Mona Guerrant Ann Kiyomura           | Rosie Casals Françoise Dürr          | 3:6, 6:1, 7:5 |
| 1978                    | Billie Jean King Martina Navratilova | Evonne Cawlay Betty Stöve            | 6:3, 6:2      |
| 1979                    | Kerry Reid Wendy Turnbull            | Sue Barker Ann Kiyomura              | 6:4, 6:2      |
| 1980                    | Rosie Casals Wendy Turnbull          | Billie Jean King Ilana Kloss         | 6:4, 7:6      |
| 1981                    | Barbara Potter Sharon Walsh          | JoAnne Russell Virginia Ruzici       | 6:7, 6:4, 6:3 |
| 1982                    | Kathy Jordan Anne Smith              | Rosie Casals Wendy Turnbull          | 7:6, 2:6, 6:4 |
| 1983                    | Jo Durie Ann Kiyomura                | Kathy Jordan Anne Smith              | 6:3, 6:1      |
| 1984                    | Barbara Potter Sharon Walsh          | Andrea Leand Mary Lou Daniels        | 7:6, 6:0      |
| ↓ Kategorie: Tier III ↓ |                                      |                                      |               |
| 1998                    | Lisa Raymond Rennae Stubbs           | Mariaan de Swardt Mary Joe Fernández | 6:4, 6:4      |